# 洗髮精

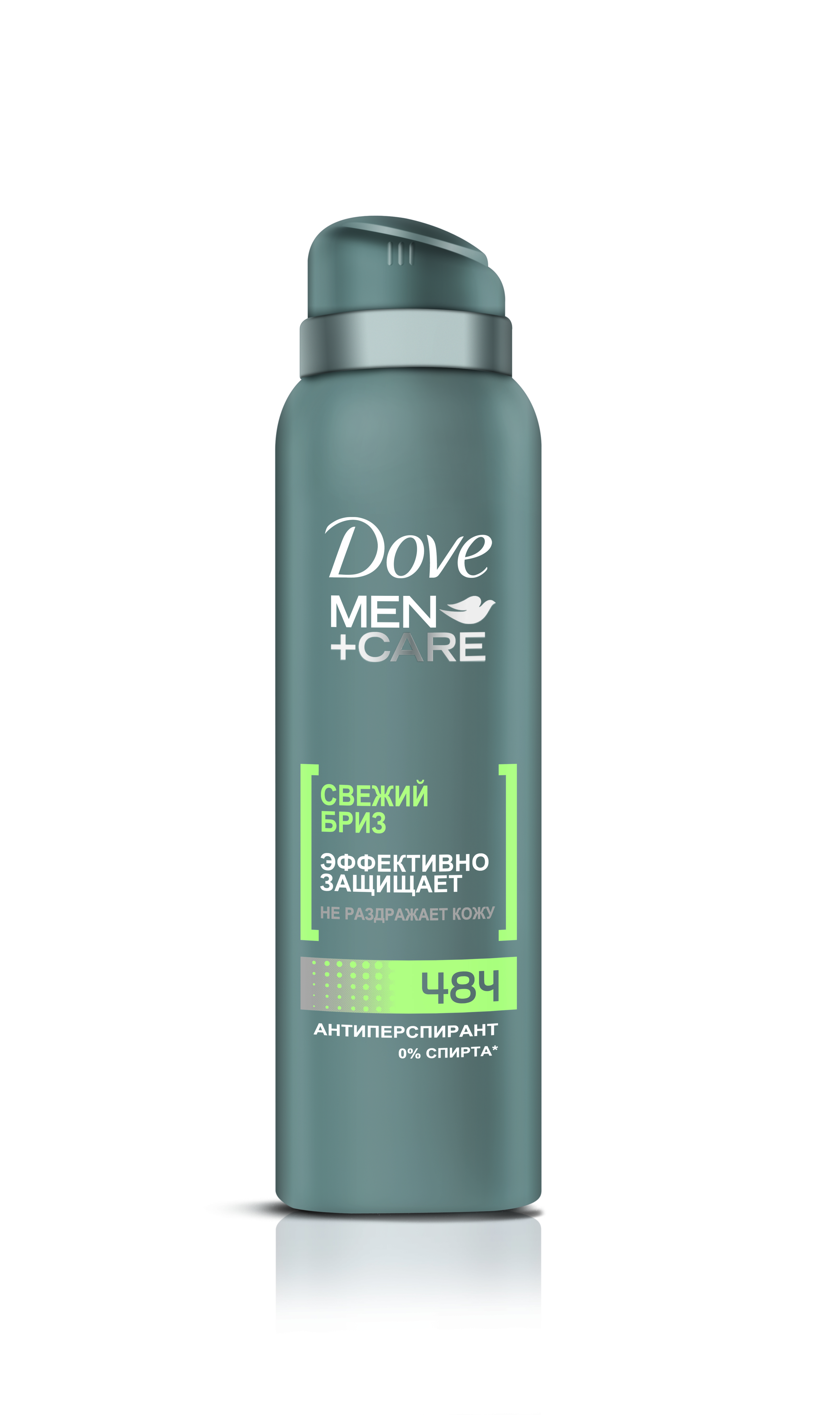
一瓶多芬洗髮液

（又称洗发露、洗髮乳、洗发水、洗发液或洗頭膏，音译香波），是用在头发上的清洁剂。能去除灰尘、油脂、头皮屑等脏物，并对头发表面进行调理以改善外观。香波的名字来自印地语"चाँपो"（champo）的音译，意思是“按摩”。使用时，直接加在湿的头发上搓洗，然后用水冲干净残留泡沫，并可使用潤髮乳进一步调理。

## 常见成分

### 表面活性剂
作用是去除油脂和附着异物。过度脱脂会造成头发干燥，所以洗髮精一般采用多种活性剂调配，以达到适中的清洗力、泡沫性，而且易于洗净。常用的有十二烷基硫酸盐、十二烷基聚氧乙烯硫酸盐、椰油基两性醋酸钠、椰油基单乙醇酰胺。

### 聚二甲基硅氧烷
吸附在头发表面形成保护层，使得头发光亮顺滑，易于梳理。不过含硅油的产品使用过度，反而会堵塞毛孔不利头发健康。事实上是表面活性剂的一种。

### 调节剂
调节pH、粘度。洗发水多呈弱鹼性，但鹼性环境会减弱头发角蛋白内部连接的双硫键。

### 营养护理成分
营养成分可能包括：胶原蛋白、丝蛋白、维生素、植物提取物等。不过洗髮精与头发只有几分钟接触，这些物质达到的实际营养作用有限。特别是蛋白质之类的大分子成分，科学上认为从皮肤、头发吸收的可能很小。

### 其他成分
珠光剂、保湿剂、香精、色素、防腐剂、螯合剂如EDTA用来稳定组成，并能抵抗硬水。

## 特殊的洗髮精
婴儿的头发和皮肤比成人娇嫩，而且因为婴儿不懂事，容易把洗髮精弄进眼睛。婴儿洗髮精尽量选用刺激小的成分。而号称减少头皮屑的洗髮精，含有二硫化硒（selenium sulfide）、吡啶硫酮锌（zinc pyrithione，即ZPT）等杀真菌剂。
宠物如猫、狗的皮肤构造和人类不同，所以要使用特制的洗髮精。另外很多宠物洗髮精是专门用来医治皮肤病的。